# Maytenus ilicifolia
Maytenus ilicifolia là một loài thực vật có hoa trong họ Dây gối. Loài này được Mart. ex Reissek mô tả khoa học đầu tiên năm 1861.